# ليندسي ماغيري
ليندسي ماغيري (بالإنجليزية: Lindsey Maguire)‏ هي مجدفة بريطانية، ولدت في 15 يناير 1982 في إدنبرة في المملكة المتحدة.

## وصلات خارجية
- ليندسي ماغيري على موقع الاتحاد الدولي للتجديف (الإنجليزية)
- ليندسي ماغيري على موقع اللجنة الأولمبية الدولية (الإنجليزية)
- ليندسي ماغيري على موقع أوليمبيديا (الإنجليزية)
- ليندسي ماغيري على موقع اللجنة الأولمبية البريطانية (الإنجليزية)